# Ерышев, Николай Павлович
Николай Павлович Ерышев (15 июня 1936 года, станица Апшеронская, Краснодарский край,РСФСР, СССР — 31 июля 2004 года, Оренбург, Россия) — советский и российский художник, народный художник РСФСР (1986).

## Биография
Родился 15 июня 1936 года в станице Апшеронской Краснодарского края. Отец — Павел Павлович — капитан милиции, мать — Елизавета Николаевна, вела домашнее хозяйство.
Детство пришлось на годы Великой Отечественной войны. Отец ушел на фронт, фашисты выгнали маму, маленького мальчика и его сестренку из дома. Мама с теткой вырыли землянку в саду, там семья и пережила оккупацию. В дальнейшем военные детские переживания были запечатлены в серии картин о войне.
В 14 лет поступил в Краснодарское художественное училище, затем в 1962 году — окончил Московский художественный институт имени В. И. Сурикова, на его творческое становление оказала влияние учёба у профессора А. А. Дейнеки.
В 1962 году, по приглашению Сергея Андреевича Варламова, директора Оренбургского областного музея изобразительных искусств, вместе с женой и сыном переезжает в Оренбург, где в дальнейшем жил и работал.
В 1964 году — участвовал в первой зональной выставке, после чего в 1965 году был принят в Союз художников СССР.
В 1967 году — за картину «На своей земле» художник получил высшую награду Всесоюзной выставки произведений молодых художников.
В 1973 году — прошла первая персональная выставка в Москве.
В 1979 году — награждён серебряной медалью Академии художеств за картину «Хлебное поле».
Картины, написанные в 70-80 годах: «Колхозный рынок», «Карнавал в Венеции», «Оборона Оренбурга», «На току», «Беженцы», показывают высокий класс его мастерства.
Умер 31 июля 2004 года. Похоронен на кладбищенском комплексе «Степной-1».
Произведения художника находятся в Государственной Третьяковской галерее, Государственном Русском музее, Киевском музее, других музеях России, а также в собраниях других стран.

## Творческая и общественная деятельность
В творчестве художника нашли отражение темы истории Оренбуржья, военные, сельские темы.
Автор двух автобиографических книг: «Рисунки с натуры» и «Белые гуси на белом снегу».
Участник многих международных, всероссийских, уральских и оренбургских выставок, юбилейная персональная выставка прошла в Оренбурге в декабре 1996 года.
Десять лет был председателем Оренбургского Союза художников. Являлся членом Бюро обкома КПСС, участвовал делегатом в работе XIX конференции КПСС, входил в многочисленные комиссии и комитеты, организовывал картинные галереи в деревнях и поселках, развивая культурную среду Оренбуржья.

## Награды
- Народный художник РСФСР (1986)
- Заслуженный художник РСФСР (1977)
- Почетный гражданин города Оренбурга (1988)
- Губернаторская премия «Оренбургская лира» (1997) — за персональную юбилейную выставку в Центральном выставочном зале